# فرحان الجبوري
فرحان مطلك صالح الجبوري هو ضابط مخابرات عراقي سابق شغل منصب رئيس المخابرات العسكرية العامة في شمال العراق خلال حملة الأنفال. ولد في أربعينات القرن العشرين.

## المهنة العسكرية
شغل منصب رئيس المخابرات العسكرية العامة في شمال العراق خلال حملة الأنفال التي اعترفت بها السويد والنرويج والمملكة المتحدة رسميًا على أنها إبادة جماعية. حصل على رتبة رائد. عام.

## المحكمة العراقية الخاصة
في أعقاب غزو العراق عام 2003، وجهت المحكمة العراقية الخاصة للجبوري اتهامات بارتكاب جرائم حرب وجرائم ضد الإنسانية خلال حملة الأنفال. وبحسب ما كتبه باسم مروة في الواشنطن بوست في 29 يناير/كانون الثاني 2007، أعيد تسجيل الجبوري في قوله: «سمع الناس أن فرحان الجبوري أمر بالإعدام، وأن القرى دمرت وأنه كان وراء مقابر جماعية. سمعتي خربت. أنا بريء من جميع التهم الموجهة إليّ». وانتهت المحاكمة في 24 مارس 2007، مع إدانة الجبوري وحكم عليه بالسجن مدى الحياة. استأنف الحكم الصادر ضده، على الرغم من تأكيده في حكم لاحق.
وكان الجبوري شاهد دفاع عن علي حسن المجيد المعروف أيضا باسم «علي الكيماوي».

## الوفاة
توفي الجبوري في سجن الكاظمية ببغداد في 26 أو 28 مارس 2013 عن عمر يناهز 67 عامًا. كان يعاني من مرض مزمن. ودفن في 1 نيسان في مسقط رأسه في القيارة بمحافظة نينوى.